# Mystic (Dakota du Sud)
Mystic est une ville fantôme du comté de Pennington, dans le Dakota du Sud aux États-Unis. Elle est située dans les Black Hills, à proximité du cours d'eau Castle Creek (en).
Il s'agit à l'origine d'un campement d'exploitation minière de placers appelé Sitting Bull, qui a ensuite attiré plusieurs chemins de fer dans la région, dès 1889. Sa population commence à décliner au début du XXe siècle. Désormais la localité, communauté non incorporée au Dakota du Sud ne compte que peu ou pas de résidents permanents. L'ancien site a été inscrit au Registre national des lieux historiques en 1986 sous le nom de Mystic Townsite Historic District,.